# 장희정
장희정(1982년 8월 27일 ~ )은 대한민국의 배우이다.

## 학력
- 명지전문대학 연극영상과 졸업
- 러시아국립극장예술대학교 배우과 졸업

## 출연작

### 영화
- 《대부업자: 소울 앤 캐시》 (2018년) - 아의원 역

### 드라마
- 《모래에도 꽃이 핀다》 (ENA, 2023년) - 안현진 역
- 《삼남매가 용감하게》 (KBS2, 2022년) - 허용실 역
- 《슬기로운 의사생활》 (tvN, 2020년) - 보호자 역
- 《보이스 2》 (OCN, 2018년) - 왕옥려 역
- 《미스트리스》 (OCN, 2015년) - 백재희 역
- 《드라마 스테이지 - 오늘도 탬버린을 모십니다》 (tvN, 2017년) - 이대리 역
- 《응답하라 1988》 (tvN, 2015년) - 전국노래자랑 예심 진행요원 겸 심사위원 역
- 《심야식당》 (SBS, 2015년) - 비빔국수 역

### 연극
- 《차이콥스키의 비밀스러운 고백》
- 《트랜스 십이야》
- 《아름다운 낯선여인》
- 《나의 처용은 밤이면 양들을 사러 마켓에 간다》
- 《순이야 사랑해》
- 《됴화만발》
- 《오월엔 결혼할꺼야》
- 《그놈을 잡아라》
- 《십이야》
- 《풍경》
- 《두아이》
- 《갈매기》